# María Elena González
María Elena González (l'Havana, Cuba, 1957) és una artista cubano-americana principalment coneguda per les seves instal·lacions escultòriques i/o arquitectòniques. En 1999, González va rebre una gran atenció per la seva escultura exterior "Casa de Alfombra/Màgica". Per decret del Fons d'Art Públic, la seva obra originalment estava instal·lada a Brooklyn, Nova York, i posteriorment a Pittsburgh, Pennsilvània i Los Angeles, Califòrnia. En l'estiu de 2005, González va ser membre resident de la facultat a l'acadèmia de pintura i escultura Skowhegan. Entre 2005 i 2008, també va col·laborar amb la Cooper Union. Actualment es dedica a l'ensenyament artístic a l'Institut d'Art de San Francisco.

## Exposicions individuals
- Galerie Gisèle Linder, Basel, Suïssa (2005, 2009)
- Knoedler & Companyia, Nova York (2006, 2008)
- El Projecte, Nova York (1999@–2006)
- El Museu Contemporani, Honolulu (ara el Honolulu Museu d'Art Spalding Casa) (2006)[1]
- DiverseWorks, Houston, Museu d'Art de la Universitat de Memphis, Tennessee, i Art en general, Nova York (2002@–03)
- Centre per a Art i Cultura Visual, Universitat de Maryland, Baltimore (2002)
- El Bronx Museu d'Art (2002)
- Los Angeles Exposicions Contemporànies (ENCAIX), un Projecte de Fundació Cabdal Creatiu, Los Angeles (2002)
- Ludwig Fundació, Havana, Cuba (2000)
- Fons d'Art públic, Projecte d'Art Públic, Brooklyn (1999)
- El Museu del Barrio, Nova York (1996@–97).